# Јоаким Марковић
Јоаким Марковић (око 1685 – 1757) био је српски сликар који је стварао у Славонији, у периоду Аустријског царства.
Марковић је осликао иконостас две цркве у Пакрацу и Северинској жупанији, као и у цркви Светог Томе у Дишнику (данас Гарешница у Бјеловарско-билогорској жупанији). Уметнички и историјски најзанимљивији Марковићев иконостас је спомен-црква коју је подигао српски војни граничар и барон Михајло Микашиновић у Плавшинцу.
У Плавшинцу је Јоаким Марковић 1750. године насликао две композиције, од којих једна приказује привилегије које је византијски цар Василије II дао Србима и Хрватима – привилегију да се нађу у његовој власти. Та слика је сада у Загребу. Друга Марковићева слика приказује аустријског цара Рудолфа II са Србима. Ове слике се сматрају првим историјским композицијама у нашој новијој уметности.
Марковић је пре свега сликао иконе и фреске са верском тематиком. Радио је фреске за Карловачку митрополију у црквеним манастирима широм Фрушке Горе. Касније се вратио у Будим где је наставио да ради до своје смрти 1757. године.